# Bambu Mines

Bambu Mines est une localité de la République démocratique du Congo. Elle est située à environ 50 kilomètres de la ville de Bunia, chef-lieu de la province de l'Ituri. Cette localité fut le siège social de la société d'exploitation de mines d'or Kilo-Moto.